# 松山镇 (罗源县)
松山镇是中国福建省福州市罗源县下辖的一个镇。地处罗源县城郊，东与碧里乡、連江馬鼻鎮接壤，南与连江县长龙镇相接，西与凤山镇毗邻，北与宁德市蕉城区飞鸾镇相邻。

## 历史沿革
1958年，属城关公社。1961年，设置松山公社。1984年，公社改乡。1992年撤松山乡，改称松山镇。

## 行政区划
松山镇共辖5个社区、22个行政村，分别是：
渡头社区、岐后社区、岐头社区、树柄社区、吕洞社区、南岐社区、北山村、巽屿村、外洋村、盛头村、大获村、上杭村、竹里村、八井村、小获村、泥田村、迹头村、白水村、上土港村、下土港村、前房村和乘风村。

## 交通
- 杭福深铁路：罗源站